# Jimmy Rip
Jimmy Rippetoe, född 1956 i New York, mer känd under artistnamnet Jimmy Rip, är en amerikansk gitarrist, låtskrivare och musikproducent som arbetat med bland annat Jerry Lee Lewis, Mick Jagger, Debbie Harry, Paul Collins & The Beat, Michael Monroe, Henry Lee Summer, Tom Verlaine och Television.  Han började spela gitarr vid sex års ålder.